# Feodosi Vanin
Feodosi Kárpovich Vanin (en ruso: Феодо́сий Ка́рпович Ва́нин, *Batúrinskaya, Imperio ruso, 25 de febrero de 1914 - Moscú, 26 de diciembre de 2009) fue un atleta y entrenador soviético ruso.

## Biografía
Nació en Batúrinskaya, actual krai de Krasnodar de Rusia el 25 de febrero de 1914. A los 20 años se trasladó a Pervouralsk donde trabajó como jefe de brigada en una fábrica de tuberías. Su brigada batió los récords de la Unión Soviética en producción. Más tarde vivió en Sverdlovsk, donde cosecharía sus primeros éxitos deportivos en el club deportivo del ejército de esa localidad.
Durante la Gran Guerra Patria, a partir de 1941 enseñaba a los soldados combate cuerpo a cuerpo en Moscú. En 1942 recibió órdenes de volver a su preparación deportiva con el objeto de batir récords mundiales para mejorar el espíritu de los combatientes. El 23 de septiembre de ese año se celebró una carrera de 20 000 metros lisos, con la participación de 6 atletas, con el objetivo en la plusmarca. Vanin rebajó el récord a 1:03:51, lo que superaba el récord mundial oficial (1:04.00,2). Ese mismo día le fue concedido el título de Maestro Honorario de Deportes de la URSS. En la década de 1940 fue uno de los mejores atletas de fondo y maratón de la URSS. Sus resultados en esos años estaban entre los diez mejores mundiales en los 10 000 m (1942—1943, 1947, 1950) y en el maratón (1948, 1950). A principios de la década de 1950 Vanin compaginaba su actividad de entrenador con los certámenes de atletismo. Más tarde fue nombrado starshiná entrenador de las Fuerzas armadas de la URSS para las carreras de largas distancias. En 1957 recibió el título de Entrenador honorario de la URSS. Cuando se retiró tenía el rango de teniente coronel.

## Competiciones
|                                                     | Atletismo en los Juegos Olímpicos de Verano de 1952-Maratón | Atletismo en los Juegos Olímpicos de Verano de 1952-Maratón |
| Posición                                            | Resultado                                                   |                                                             |
| --------------------------------------------------- | ----------------------------------------------------------- | ----------------------------------------------------------- |
| Atletismo en los Juegos Olímpicos de Verano de 1952 | 27º puesto                                                  | 2:38.22                                                     |

|                                         | Campeonato Europeo de Atletismo de 1946, 10 000 metros | Campeonato Europeo de Atletismo de 1946, 10 000 metros | Campeonato Europeo de Atletismo de 1950, Maratón | Campeonato Europeo de Atletismo de 1950, Maratón |
| Posición                                | Resultado                                              | Posición                                               | Resultado                                        |                                                  |
| --------------------------------------- | ------------------------------------------------------ | ------------------------------------------------------ | ------------------------------------------------ | ------------------------------------------------ |
| Campeonato Europeo de Atletismo de 1946 | 5º puesto                                              | 30.56,2                                                | —                                                | —                                                |
| Campeonato Europeo de Atletismo de 1950 | —                                                      | —                                                      | 3.er puesto                                      | 2:33.47                                          |

|          | 5000 m      | 5000 m   | 10 000 m  | 10 000 m | Maratón   | Maratón |
| Posición | Resultado   | Posición | Resultado | Posición | Resultado |         |
| -------- | ----------- | -------- | --------- | -------- | --------- | ------- |
| 1940     | 2º puesto   | 14.43,6  | Campeón   | 31.17,0  |           |         |
| 1943     | Campeón     | 14.56,4  | Campeón   | 30.43,0  |           |         |
| 1944     |             |          | Campeón   | 31.36,2  |           |         |
| 1945     | 3.er lugar  | 15.06,4  | Campeón   | 31.37,8  |           |         |
| 1946     | Campeón     | 15.19,4  | 2ºlugar   | 31.26,6  |           |         |
| 1947     | Campeón     | 15.08,4  | Campeón   | 30.36,8  | 2º puesto | 2:40.36 |
| 1948     | 3.er puesto | 14.48,2  | Campeón   | 31.01,2  | Campeón   | 2:31.55 |
| 1949     |             |          | Campeón   | 31.21,0  |           |         |
| 1950     |             |          | 2º puesto | 30.06,6  | Campeón   | 2:29.21 |

## Marcas

### Plusmarcas de la URSS
| 10 000 m           | 30.35,2   | 21.07.1942 | Moscú  |
| 15 000 m           | 40.00,8   | 23.09.1942 | Moscú  |
| Carrera de la hora | 18,779 km | 23.09.1942 | Moscú  |
| 20 000 m           | 1:03.51,0 | 23.09.1942 | Moscú  |
| 30 000 m           | 1:39.14,6 | 31.10.1949 | Tblisi |

### Tiempos destacables (URSS)
| Maratón | 2:31.55 | 15.07.1947 | Moscú |
|         | 2:29:10 | 15.07.1950 | Moscú |

## Libros
- Fiodosi Vanin. Beg marafontsa. — Moscú: "Fizieklutura i sport", 1951. — 68 pp.

## Condecoraciones
- Héroe del Trabajo Socialista
- Orden de la Estrella Roja
- Orden de la Insignia de Honor